# Kmeťovo
Kmeťovo es un municipio del distrito de Nové Zámky en la región de Nitra, Eslovaquia, con una población estimada a final del año 2024 de 809 habitantes.
Se encuentra ubicado al sur de la región, cerca de los ríos Nitra y Hron (cuenca hidrográfica del Danubio) y de la frontera con Hungría.La localidad se encuentra a una altitud de 134 metros y tiene un área de 5.196 km².

## Demografía
| Año        | 1994 | 2004    | 2014    | 2024    |
| ---------- | ---- | ------- | ------- | ------- |
| Población  | 949  | 960     | 873     | 809     |
| Diferencia |      | +1,15 % | −9,06 % | −7,33 % |

| Año        | 2023 | 2024    |
| ---------- | ---- | ------- |
| Población  | 812  | 809     |
| Diferencia |      | −0,36 % |